# Jamartice (przystanek kolejowy)
Jamartice – przystanek kolejowy w Jamarticach (części Rýmařova), w kraju morawsko-śląskim, w Czechach. Znajduje się na wysokości 575 m n.p.m. i leży na linii kolejowej nr 311.